# 50%
「50%」（フィフティーパーセント）は、2024年12月13日にIRORI Recordsより配信された、日本のバンド・Official髭男dismの楽曲。当楽曲は映画『はたらく細胞』の主題歌として書き下ろされた。

## 背景とリリース
2024年11月13日に行われた「Official髭男dism Arena Tour 2024 - Rejoice - 」のKアリーナ横浜公演内で、2025年に行うバンド史上最大規模のライブ「Official髭男dism LIVE at STADIUM」の開催告知とともに当楽曲の配信リリースが発表された。
12月18日～翌年1月13日にはリリース記念として、本楽曲がオンエアされる対象のラジオ番組を聴くと『映画はたらく細胞』オリジナルグッズが当たるキャンペーンも実施された。
12月21日にはミュージックビデオが公開され、3週間後にはメイキング映像も公開された。
2025年3月13日、ファンクラブ"BROTHERS"の『ボーカル聡の作曲ルーム』にて楽曲について徹底解説していた。
2025年6月14日には『OFFICIAL HIGE DANDISM
LIVE at STADIUM 2025』日産スタジアム公演でのライブ映像を公開していた。
制作にあたり、
「昨年、身体に無理をさせ過ぎて、暫くライブが出来なくなりました。今は何ともないですが、健康第一、そんな聞き飽きたはずの言葉がやけに刺さった所で今回のオファーを頂き、アイデアが溢れ出て来ました。50%くらいの力加減で自分を労りながら日々生きて、譲れない瞬間や、大切な瞬間、そんな時だけ本気で頑張ったり、楽しんだりする。そんな塩梅で生きたいという願いを、100%の熱量を込めて作りました。」
と想いをつづっていた。

## 収録曲
| #  | タイトル | 作詞・作曲 | 編曲             | 時間 |
| -- | -------- | ---------- | ---------------- | ---- |
| 1. | 「50%」  | 藤原聡     | Official髭男dism | 5:04 |